# Umberto Urbano

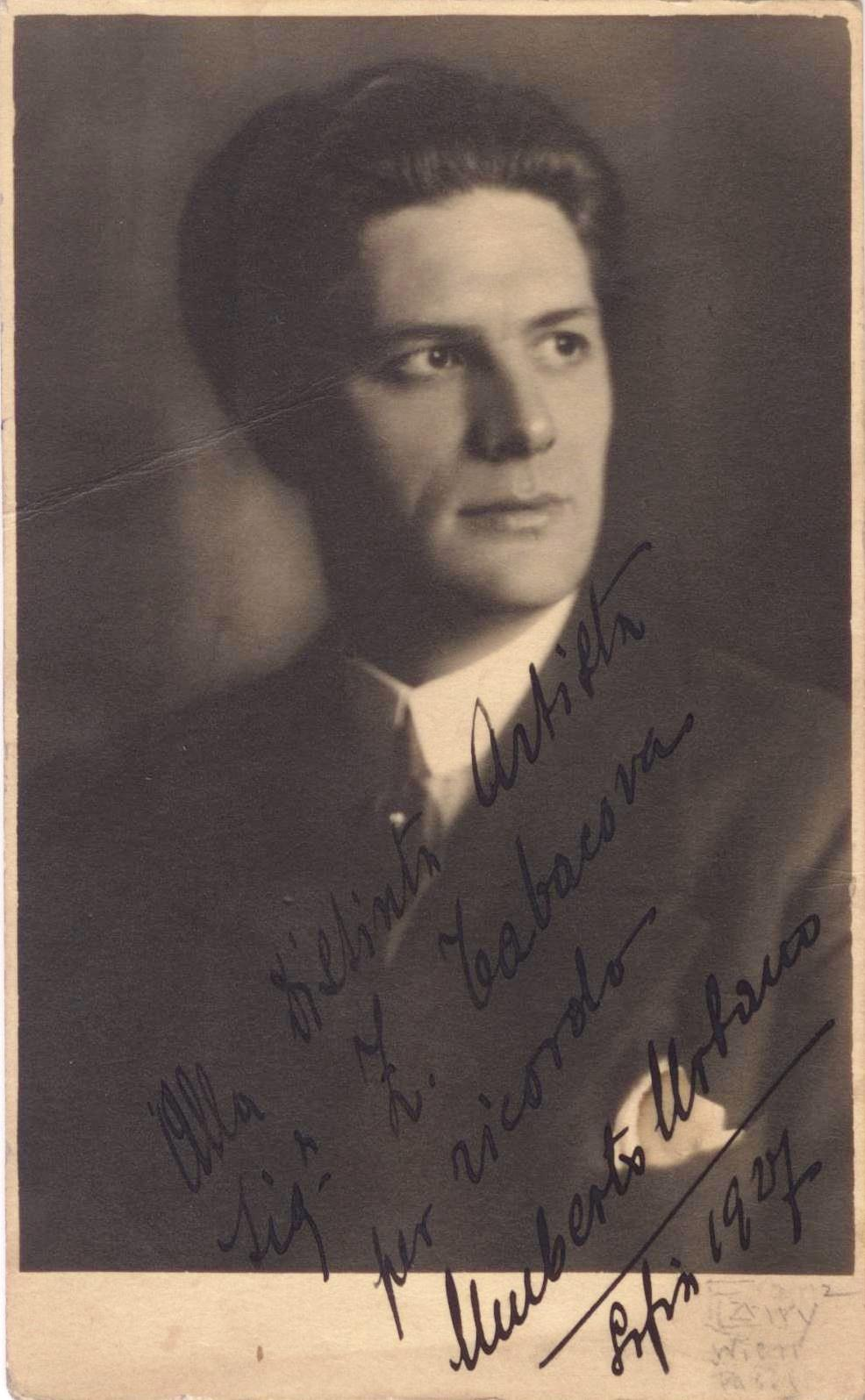
Umberto Urbano, 1927. Fonte: Agenzia statale per gli archivi bulgari

Umberto Urbano (Livorno, 16 ottobre 1885 – 16 giugno 1969) è stato un baritono italiano.

## Biografia
Debuttò nel 1907 a Trieste, ma la sua carriera prese davvero slancio nel 1920, iniziando con la parte di dell'Araldo in Lohengrin di Richard Wagner al Teatro alla Scala di Milano. Nel 1923 cantò Telramund in Lohengrin ed Enrico in Lucia di Lammermoor di Gaetano Donizetti. Nel 1924 cantò alla Royal Albert Hall in uno speciale concerto domenicale.